# 木下町 (岡崎市)
木下町（きくだしちょう）は愛知県岡崎市額田地区の町名。難読地名として知られる。丁番を持たない単独町名であり、19の小字が設置されている。

## 地理
岡崎市東部に位置する。町内のほぼ全域は基本的に森林であり住宅地、水田は河川沿岸及び道路沿いに僅かに見られるのみであり、限界集落になっている。

### 河川
- 乙川

### 字
| - 字内洞（うちぼら） - 字大沢（おおさわ） - 字柿久保（かきくぼ） - 字神子田（かみこだ） - 字川登（かわのぼり） - 字河原田（かわはらだ） - 字嶋（しま） | - 字下保多（しもほだ） - 字下屋坂（しもやさか） - 字炭矢（すみや） - 字竹ノ花（たけのはな） - 字堂ノ入（どうのいり） - 字夏見蔵連（なつみぞうれん） | - 字仏供田（ぶつくだ） - 字松立（まつだち） - 字松投（まつなげ） - 字向畑（むこうばた） - 字山ノ羽（やまのは） - 字横根（よこね） |

## 世帯数と人口
2019年（令和元年）5月1日現在の世帯数と人口は以下の通りである。
| 町丁   | 世帯数 | 人口 |
| ------ | ------ | ---- |
| 木下町 | 24世帯 | 69人 |

### 人口の変遷
国勢調査による人口の推移
| 2010年（平成22年） | 76人 | [ 6 ] |  |
| 2015年（平成27年） | 72人 | [ 7 ] |  |

## 小・中学校の学区
市立小・中学校に通う場合、学区は以下の通りとなる。
| 番・番地等 | 小学校             | 中学校             |
| ---------- | ------------------ | ------------------ |
| 全域       | 岡崎市立宮崎小学校 | 岡崎市立額田中学校 |

## 歴史
額田郡木下村を前身とする。

### 地名の由来
乙川を通じて都へ運ぶ木を流したことから、木を下す村と名付けられたものであるという。『参河志』および『寛永郷帳』では「木野下」の表記を採る。また、「きくたし」や「きぐたし」の読みも見られるという。

### 沿革
- 江戸時代初期 - 岡崎藩領の村として所在[9]。
- 正保2年 - 幕府および岡崎藩の相給となる[9]。
- 天和元年 - 志摩国鳥羽藩と岡崎藩の相給となる[9]。
- 享保10年 - 岡崎藩の単独支配となる[9]。
- 宝暦12年 - 幕府領となる[9]。
- 明和7年 - 幕府と岡崎藩の相給となる[9]。
- 1874年（明治7年） - 村内東向寺において、桜形学校分教場が開設されるが、1876年（明治9年）に千万町村の興福寺に転出する[9]。
- 1889年（明治22年） - 巴山村に編入され、同村大字木下となる[9]。
- 1890年（明治23年） - 栄枝村への改称に伴い、同村大字木下となる[9]。
- 1906年（明治39年） - 宮崎村編入に伴い、同村大字木下となる[9]。
- 1956年（昭和31年） - 額田町編入に伴い、同町大字木下となる[9]。
- 2006年（平成18年）1月1日 - 岡崎市へ編入し、同市木下町となる[1]。

## 交通
道路
- 愛知県道333号切山夏山線

乗合タクシー
- 岡崎市乗合タクシー
  - 宮崎地区線（のってこバス）

## 旧跡
- 東向寺
- 神明宮

## その他

### 日本郵便
- 郵便番号 : 444-3433[4]（集配局：額田郵便局[10]）。

## 参考資料
- 「角川日本地名大辞典」編纂委員会 編『角川日本地名大辞典 23 愛知県』角川書店、1989年3月8日。ISBN 4-04-001230-5。
- 有限会社平凡社地方資料センター 編『日本歴史地名大系第23巻 愛知県の地名』平凡社、1981年。ISBN 978-4582490237。